# النفط الحكومي الباكستاني
النفط الحكومي الباكستاني (بالأردية: پاکستان ریاستی تیل)‏ هي شركة بترول باكستانية تعمل في مجال تسويق وتوزيع المنتجات البترولية.  وتمتلك شبكة تتكون من 3689 محطة تعبئة وقود بترول، منها 3500 منفذ لخدمة قطاع التجزئة العام و189 منفذ لخدمة عملاء الجملة. شركة النفط الحكومية الباكستانية هي أكبر شركة لتسويق الوقود في باكستان.    

## أنظر أيضاً
- صناعة النفط في باكستان
- قائمة أكبر الشركات في باكستان